# Borovice (Horšovský Týn)
Borovice (německy Worowitz) jsou malá vesnice, část města Horšovský Týn v okrese Domažlice v Plzeňském kraji. Nachází se čtyři kilometry severně od Horšovského Týna. Prochází zde silnice II/193. Je zde evidováno 21 adres. V roce 2011 zde trvale žilo 44 obyvatel.
Borovice leží v katastrálním území Borovice u Horšovského Týna o rozloze 2,73 km².

## Historie
První písemná zmínka o vesnici pochází z roku 1312.

## Obyvatelstvo
| Rok            | 1869 | 1880 | 1890 | 1900 | 1910 | 1921 | 1930 | 1950 | 1961 | 1970 | 1980 | 1991 | 2001 | 2011 | 2021 |
| -------------- | ---- | ---- | ---- | ---- | ---- | ---- | ---- | ---- | ---- | ---- | ---- | ---- | ---- | ---- | ---- |
| Počet obyvatel | 128  | 135  | 103  | 130  | 116  | 111  | 118  | 83   | 62   | 49   | 49   | 34   | 46   | 44   | 25   |
| Počet domů     | 23   | 24   | 24   | 24   | 22   | 22   | 23   | 21   | 12   | 13   | 14   | 16   | 17   | 18   | 16   |

## Obecní správa
Při sčítání lidu v letech 1850–1959 Borovice byly samostatnou obcí v okrese Horšovský Týn (v letech 1850–1910 Horšův Týn). V letech 1960–1971 byly částí obce Semněvice v okrese Domažlice. Od 26. listopadu 1971 jsou částí města Horšovský Týn v okrese Domažlice, kdy se konaly městské volby. V letech 1850–1920 k obci patřily Podražnice.

## Pamětihodnosti
- Kaplička Panny Marie

## Další fotografie

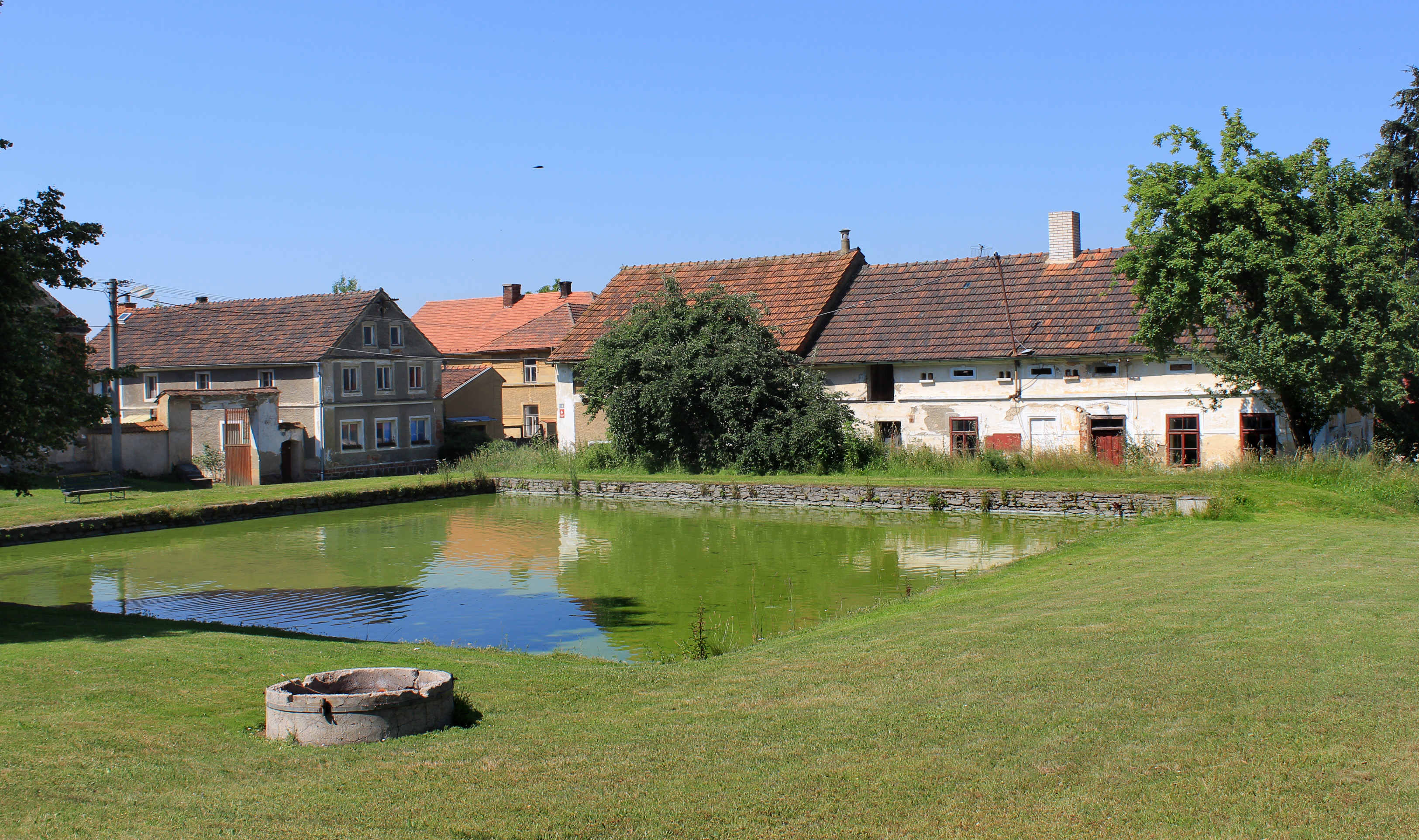
Požární nádrž
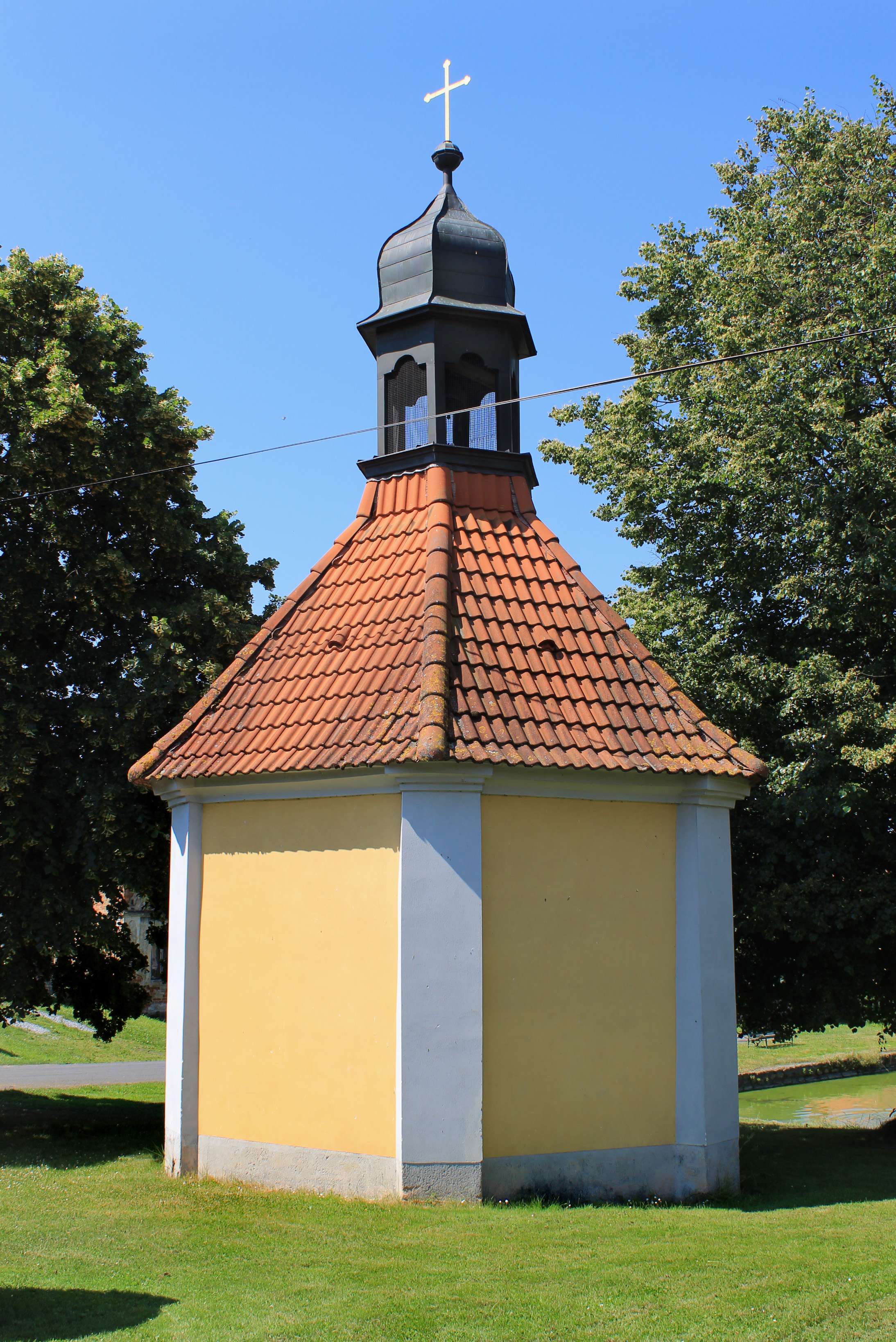
Kaple na návsi
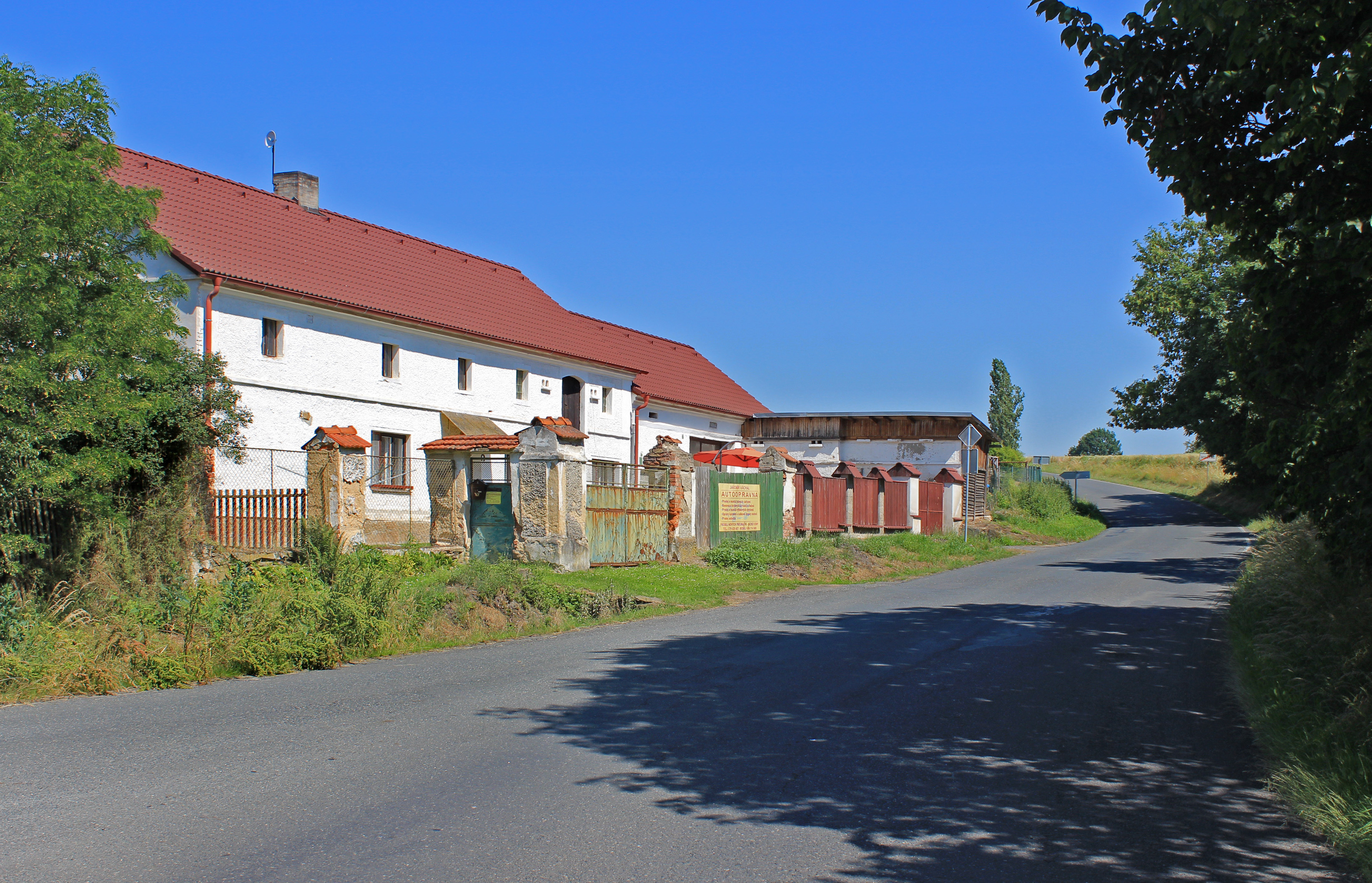
Silnice II/193 při průtahu vesnicí